# Oscar 1949
A 21ª cerimônia de entrega dos Academy Awards (ou Oscars 1949), apresentada pela Academia de Artes e Ciências Cinematográficas, premiou os melhores atores, técnicos e filmes de 1948 no dia 24 de março de 1949, em Los Angeles, e teve  como mestre de cerimônias Robert Montgomery.
O drama Hamlet foi premiado na categoria de melhor filme.

## Indicados e vencedores
| Melhor Filme - Hamlet - Johnny Belinda - The Red Shoes - The Snake Pit - The Treasure of the Sierra Madre | Melhor Diretor - John Huston – The Treasure of the Sierra Madre - Anatole Litvak – The Snake Pit - Jean Negulesco – Johnny Belinda - Laurence Olivier – Hamlet - Fred Zinnemann – The Search                                                               |
| Melhor Ator/Actor (Principal) - Laurence Olivier – Hamlet - Lew Ayres – Johnny Belinda - Montgomery Clift – The Search - Dan Dailey – When My Baby Smiles at Me - Clifton Webb – Sitting Pretty                                        | Melhor Atriz/Actriz (Principal) - Jane Wyman – Johnny Belinda - Ingrid Bergman – Joan of Arc - Olivia de Havilland – The Snake Pit - Irene Dunne – I Remember Mama - Barbara Stanwyck – Sorry, Wrong Number                                                |
| Melhor Ator/Actor Coadjuvante/Secundário - Walter Huston – The Treasure of the Sierra Madre - Charles Bickford – Johnny Belinda - José Ferrer – Joan of Arc - Oskar Homolka – I Remember Mama - Cecil Kellaway – The Luck of the Irish | Melhor Atriz/Actriz Coadjuvante/Secundária - Claire Trevor – Key Largo - Barbara Bel Geddes – I Remember Mama - Ellen Corby – I Remember Mama - Agnes Moorehead – Johnny Belinda - Jean Simmons – Hamlet                                                   |
| Melhor Roteiro/Argumento - The Treasure of the Sierra Madre - A Foreign Affair - Johnny Belinda - The Search - The Snake Pit | Melhor História - The Search - The Louisiana Story - The Naked City - Red River - The Red Shoes |
| Melhor Documentário em Longa-metragem - The Secret Land - The Quiet One | Melhor Documentário em Curta-metragem - Toward Independence - Heart to Heart - Operation Vittles |
| Melhor Curta-metragem em Uma Bobina - Symphony of a City - Annie Was a Wonder - Cinderella Horse - So You Want to Be on the Radio - You Can't Win                                                                                      | Melhor Curta-metragem em Duas Bobinas - Seal Island - Calgary Stampede - Going to Blazes - Samba-Mania - Snow Capers |
| Melhor Animação em Curta-metragem - The Little Orphan - Mickey and the Seal - Mouse Wreckers - Robin Hoodlum - Tea for Two Hundred | Melhor Edição/Montagem - The Naked City - Joan of Arc - Johnny Belinda - Red River - The Red Shoes |
| Melhor Trilha Sonora/Banda Sonora/Comédia ou Drama - The Red Shoes - Hamlet - Joan of Arc - Johnny Belinda - The Snake Pit | Melhor Canção original - "Buttons and Bows" por The Paleface - "For Every Man There is a Woman" por Casbah - "It's Magic" por Romance on the High Seas - "This is the Moment" por That Lady in Ermine - "The Woody Woodpecker Song" por Wet Blanket Policy |
| Melhor Trilha Sonora/Banda Sonora/Musical - Easter Parade - The Emperor Waltz - The Pirate - Romance on the High Seas - When My Baby Smiles at Me                                                                                      | Melhor Mixagem/mistura de Som - The Snake Pit - Johnny Belinda - Moonrise |
| Melhor Direção de Arte/Preto & Branco - Hamlet - Johnny Belinda | Melhor Direção de Arte/Colorido - The Red Shoes - Joan of Arc |
| Melhor Cinematografia/Fotografia/Preto & Branco - The Naked City - A Foreign Affair - I Remember Mama - Johnny Belinda - Portrait of Jennie                                                                                            | Melhor Cinematografia/Fotografia/Colorido - Joan of Arc - Green Grass of Wyoming - The Loves of Carmen - The Three Musketeers |
| Melhor Figurino/Guarda-Roupa/Preto & Branco - Hamlet - B.F.'s Daughter | Melhor Figurino/Guarda-Roupa/Colorido - Joan of Arc - The Emperor Waltz |
| Melhores Efeitos Especiais - Portrait of Jennie - Deep Waters | |
| Melhor Filme Estrangeiro - Monsieur Vincent (França) | |

### Múltiplas indicações
- 12 indicações: Johnny Belinda
- 7 indicações: Hamlet e Joan of Arc
- 6 indicações: The Snake Pit
- 5 indicações: I Remember Mama e The Red Shoes
- 4 indicações: The Search e The Treasure of the Sierra Madre
- 3 indicações: The Naked City
- 2 indicações: The Emperor Waltz, A Foreign Affair, Portrait of Jennie, Red River, Romance on the High Seas e When My Baby Smiles at Me